# 西浦 (船橋市)
西浦（にしうら）は、千葉県船橋市の地名。現行行政地名は西浦一丁目から三丁目。郵便番号は273-0017。

## 地理
船橋市沿岸部に位置する。北で南海神、東で南海神川を挟んで栄町、南で潮見町、西で二俣川を挟んで市川市の二俣新町・二俣と接する。東京湾沿岸の埋立地で、工場が密集している。東が2丁目、北が1丁目、南西が3丁目と分かれている。

### 河川
- 二俣川（西端）
- 南海神川（東端）

## 歴史
1961年（昭和36年）以降、数回にわたり海神町南1丁目（現在の南海神）地先の公有水面埋立地を船橋市域に編入。この埋立地を「西浦町」と名付けたのが最初である。
1974年（昭和49年）12月1日付で、西浦町全域に住居表示を実施。「西浦1〜3丁目」に改めた。
出典・参考資料
- 『広報ふなばし』第337号 p. 3、昭和49年（1974年）9月1日発行、および同第343号 p. 1、昭和49年（1974年）12月1日発行。 船橋市中央図書館ほか所蔵

### 地名の由来
東京湾の沿岸に埋立地としてできた新地名で、船橋浦の西側の浦ということが由来となっている。

## 世帯数と人口
2017年（平成29年）11月1日現在の世帯数と人口は以下の通りである。
| 丁目               | 世帯数 | 人口 |
| ------------------ | ------ | ---- |
| 西浦一丁目・二丁目 | 15世帯 | 15人 |

## 小・中学校の学区
市立小・中学校に通う場合、学区は以下の通りとなる
| 丁目       | 番地 | 小学校               | 中学校           |
| ---------- | ---- | -------------------- | ---------------- |
| 西浦一丁目 | 全域 | 船橋市立南本町小学校 | 船橋市立湊中学校 |
| 西浦二丁目 | 全域 | 船橋市立南本町小学校 | 船橋市立湊中学校 |
| 西浦三丁目 | 全域 | 船橋市立南本町小学校 | 船橋市立湊中学校 |

## 交通
東関東自動車道が走っているがインターチェンジはない。鉄道は京葉線が通るが駅はない。最寄り駅は京葉線の二俣新町駅。

## 施設
1丁目
- 下水処理場
- 東京いすゞ
- 日鉄・住友金属鋼板
- 芝浦シヤリング
- 芝浦倉庫

2丁目
- JTB物流
- UF倉庫
- ニッポコーポレーション
- 千代田産業保税上屋
- 三菱商事H型綱センター
- ジャパンエナジー油槽所

3丁目
- 三井倉庫
- サカタインクス
- 富士化学
- 三井金属塗料化学
- 三井金属鉱業
- 大沢商会流通センター
- 内田洋行京葉第二物流センター
- 富士ロジテック物流センター
- 京義倉庫
- 日本メサライト工業